# Sam Greco
Sam Greco właśc. Salvatore Greco (ur. 3 maja 1967 w Melbourne) – australijski karateka, kick-boxer, zawodnik MMA, wrestler.

## Kariera sportowa

### Okres młodzieńczy
Urodził się i dorastał w Melbourne w rodzinie włoskich imigrantów. Za namową ojca zaczął trenować piłkę nożną. Został najmłodszym piłkarzem, który podpisał profesjonalny kontrakt w australijskiej I lidze.

### Karate
Karierę piłkarza porzucił dla sportów walki. Rozpoczął od karate kyokushin. Wyróżniał się świetnymi warunkami fizycznymi i techniką. Zaczął startować i odnosić sukcesy w zawodach karate formuły full-contact (6-krotny mistrz Australii). W 1992 roku odszedł z Kyokushinkaikan i przyłączył się do Seido-kaikan. W 1994 roku został mistrzem świata Seido-kaikan, wygrywając Puchar Świata Karate. W walce finałowej pokonał Anglika Michaela Thompsona.

### K-1
Wkrótce potem, jak wielu innych karateków Seidokaikan, przeszedł do nowo powstałej kick-boxerskiej organizacji K-1. Zadebiutował w 1994 roku na turnieju K-1 Legend, nokautując inną gwiazdę stylu Seido-kaikan Masaakiego Satake. W 1996 roku po raz pierwszy wystąpił w finałowym turnieju K-1 World Grand Prix w Tokio, ale z powodu kontuzji musiał wycofać się już w ćwierćfinale. Kolejne dobre występy przeciwko takim utytułowanym gwiazdom K-1 jak Andy Hug i Jerome Le Banner oraz znokautowanie byłego mistrza K-1 WGP Branko Cikaticia sprawiły, że awansował do ścisłej czołówki K-1. 
W latach 1997–1999 wystąpił w kolejnych trzech finałach K-1 World Grand Prix, odnosząc największy sukces w 1998 oraz 1999 roku, gdy doszedł do półfinałów (przegrał odpowiednio z Hugiem i Mirko Filipoviciem).
W 2000 roku zakończył występy w K-1 z powodu coraz liczniej trapiących go kontuzji. Trzy lata później powrócił jednak, aby stoczyć jeszcze jedną walkę. Z turnieju K-1 w Osace, który komentował, w ostatniej chwili wycofał się jeden z zawodników i Greco, poproszony o to przez organizatorów, zgodził się go zastąpić. Nieprzygotowany do walki, przegrał ze swoim rodakiem Peterem Grahamem, co przypłacił kolejną kontuzją.

### Wrestling
Po odejściu z K-1 Greco podpisał w 2000 roku 3-letni kontrakt z amerykańską organizacją wrestlingu WCW (World Championship Wrestling).

### MMA
Po zakończeniu kariery wrestlera powrócił do Japonii, aby w 2004 roku podpisać kontrakt z organizacją HERO'S na walki na zasadach MMA. Wygrał 3 pojedynki, 1 przegrał, 1 zremisował. Sportową karierę zakończył w 2005 roku.

## Po zakończeniu sportowej kariery
Greco jest konsultantem w zakresie sztuk walki w branży filmowej oraz trenerem kick-boxingu (współpracował m.in. z Bobem Sappem). Na swoim koncie ma również kilka ról filmowych i serialowych.

## Osiągnięcia
Kick-boxing:
- WAKO Pro World Super Heavyweight Champion
- WAKO Pro Muay Thai World Super Heavyweight Champion

Karate:
- 1994 Karate World Cup - 1. miejsce
- 1989-1991 mistrz Brytyjskiej Wspólnoty Narodów
- 6-krotny mistrz Australii w formule full-contact